# Polynema synophropsis
Polynema synophropsis is een vliesvleugelig insect uit de familie Mymaridae. De wetenschappelijke naam is voor het eerst geldig gepubliceerd in 1991 door Viggiani & Jesu.